# Джеймісон-Сіті (Пенсільванія)
Джеймісон-Сіті (англ. Jamison City) — переписна місцевість (CDP) в США, в окрузі Колумбія штату Пенсільванія. Населення — 111 особа (2020).

## Географія
Джеймісон-Сіті розташований за координатами 41°17′50″ пн. ш. 76°22′13″ зх. д. / 41.29722° пн. ш. 76.37028° зх. д. (41.297298, -76.370313).  За даними Бюро перепису населення США в 2010 році переписна місцевість мала площу 1,01 км², з яких 1,01 км² — суходіл та 0,00 км² — водойми.

## Демографія
Згідно з переписом 2010 року, у переписній місцевості мешкали 134 особи в 64 домогосподарствах у складі 39 родин. Густота населення становила 133 особи/км².  Було 133 помешкання (132/км²).
Расовий склад населення:
| - 99,3 % — білих - 0,7 % — корінних американців |

До двох чи більше рас належало 0,0 %. Частка іспаномовних становила 0,0 % від усіх жителів.
За віковим діапазоном населення розподілялося таким чином: 15,7 % — особи молодші 18 років, 55,9 % — особи у віці 18—64 років, 28,4 % — особи у віці 65 років та старші. Медіана віку мешканця становила 53,3 року. На 100 осіб жіночої статі у переписній місцевості припадало 109,4 чоловіків;  на 100 жінок у віці від 18 років та старших — 121,6 чоловіків також старших 18 років.
Середній дохід на одне домашнє господарство  становив 41 110 доларів США (медіана — 35 313), а середній дохід на одну сім'ю — 51 730 доларів (медіана — 54 375). За межею бідності перебувало 18,1 % осіб, у тому числі 53,3 % дітей у віці до 18 років та 7,5 % осіб у віці 65 років та старших.
Цивільне працевлаштоване населення становило 30 осіб. Основні галузі зайнятості: освіта, охорона здоров'я та соціальна допомога — 26,7 %, транспорт — 13,3 %, мистецтво, розваги та відпочинок — 13,3 %.